# Da Vinci (banda)
Da Vinci es una banda de música portuguesa, conocida por su participación en el Festival de la Canción de Eurovisión 1989.

## Historia
La banda Da Vinci se formó en 1982. En ese año obtuvieron un gran éxito con los sencillos "Lisboa Ano 10.000" e "Hiroxima (Meu Amor)".
En 1989 participan y ganan en el Festival RTP da Canção con la canción "Conquistador", lo que hizo posible su participación representando a Portugal en el Festival de la Canción de Eurovisión 1989. El Festival se celebró en Lausana, Suiza, donde acabaron en 16.ª posición de 22 participantes.
El mismo año, el grupo hizo una gira por Portugal, y actuando ante las comunidades de portugueses en el extranjero, actuando en Francia, Suiza y Sudáfrica.
En mayo de 1990, los Da Vinci fueron galardonados con un disco de oro y un disco de platino para el álbum Conquistador y para el respectivo sencillo. 
La banda la forman el matrimonio Iei Or (voz principal y letras) y Pedro Luís Neves (compositor, productor, teclados y voz). A lo largo del tiempo pasaron por la banda otros nombres como João Heitor, Fernando António dos Santos o Ricardo Landum.

## Discografía

### Álbumes
- Caminhando (1983) CD/LP/MC (PolyGram/Universal)
- A Jóia no Lótus (1988) LP/MC (Discossete)
- Conquistador (1989) CD/LP/MC (Discossete)
- A Dança dos Planetas (1990) CD/LP/MC (Discossete)
- Conquistador – Dança dos Planetas (1990) CD/LP
- Entre o Inferno e o Paraíso (1993) CD/LP/MC (PolyGram/Universal)
- Oiçam (1995) CD/MC (Movieplay)
- Momentos de Paixão (1999) CD/MC (CD7)

### Sencillos
- Fantasmas/Lisboa Ano 10000 (Polygram, 1982)
- Hiroxima (Meu Amor)/1001 Noites (Polygram, 1982)
- Xau Xau de Xangai/Lágrimas de Prazer (Polygram, 1983)
- Anjo Anzul/Vivo Na Selva (Polygram, 1984)
- Momentos de Paixão/Shock Waves No Meu Video (Polygram, 1985)
- Prince Of Xanadu/Prince of Xanadu (instrumental) (Polygram, 1986)
- Baby (Foi Tudo por Amor)/Por Cima de Um Vulcão (Discossete, 1989)
- Conquistador/Love Conquistador (Discossete, 1989)

### Recopilatorio
- O Melhor de 2 - Trabalhadores do Comércio/Da Vinci (Universal, 2001)